# Nikolaj Gennadijevič Basov
Nikolaj Genadijevič Basov (rusky Николай Геннадиевич Басов) (14. prosince 1922, Usmaň, Lipecká oblast – 1. července 2001, Moskva) byl sovětský fyzik. Za jeho fundamentální práci na poli kvantové elektroniky, která vedla k vývoji laseru a maseru, Basov obdržel Nobelovu cenu za fyziku v roce 1964 společně s Alexandrem Michajlovičem Prochorovem a Charlesem Hardem Townesem.

## Biografie
N. G. Basov se narodil ve městečku Usmaň v Tambovské gubernii (nyní Lipecká oblast). Školu dokončil v roce 1941 ve Voroněži a později byl povolán do armády, v Kujbyševské vojenské zdravotní akademii prošel přípravou na funkci asistenta lékaře. Od roku 1943 sloužil v 1. ukrajinském frontu Rudé armády a účastnil se druhé světové války.
Po válce Basov absolvoval Moskevský inženýrně – fyzikální institut (MIFI) v roce 1950. Poté měl profesorské místo na MIFI a pracoval v Fyzikálním institutu Lebeděva Akademie věd kde získal titul kandidáda věd (1953), a doktora věd (1956). Od založení v roce 1963 do své smrti stál v čele Laboratoře kvantové radiofyziky institutu, ve kterém byl navíc v letech 1973–1988 ředitelem. V roce 1962 byl zvolen členem-korespondentem, v roce 1966 řádným členem, v roce 1967 členem předsednictva (do 1990) Akademie věd SSSR (resp. od 1991 Ruské akademie věd), po roce 1990 byl poradcem předsednictva Akademie. Byl též čestným členem Mezinárodní akademie věd.
Zajímavostí je, že v osmdesátých letech se podílel na neutralizaci jednoho likvidačního udání v 
ČSAV.

## Dílo
- N. G. Basov, K. A. Brueckner (Editor-in-Chief), S. W. Haan, C. Yamanaka. Inertial Confinement Fusion, 1992, Research Trends in Physics Series published by the American Institute of Physics Press (presently Springer, New York). ISBN 0-88318-925-9.
- V. Stefan and N. G. Basov (Editors). Semiconductor Science and Technology, Volume 1. Semiconductor Lasers. (Stefan University Press Series on Frontiers in Science and Technology) (Paperback), 1999. ISBN 1-889545-11-2.
- V. Stefan and N. G. Basov (Editors). Semiconductor Science and Technology, Volume 2: Quantum Dots and Quantum Wells. (Stefan University Press Series on Frontiers in Science and Technology) (Paperback), 1999. ISBN 1-889545-12-0.

## Ceny a vyznamenání
- Leninova cena (1959)
- Nobelova cena za fyziku (1964)
- 2x Hrdina socialistické práce (1969, 1982)
- Státní cena SSSR (1989)
- 5x Leninův řád